# Giovanni Bucher
Giovanni Enrico Bucher (Milán, Italia, 13 de abril de 1913-Bellagio, Italia, 21 de agosto de 1992) fue un diplomático suizo.
Bucher estudió en París y Zúrich, donde se doctoró en derecho. Entre 1939 y 1941 hizo prácticas en el Tribunal de Primera Instancia de Zúrich, obteniendo el grado de abogado en 1942. Ingresó en el servicio diplomático en 1943, ocupando puestos en África, Asia y Europa. En 1961, fue nombrado embajador en Lagos, Nigeria, acreditado también en Camerún y en 1963 en Chad. En 1965 fue nombrado embajador en Río de Janeiro, Brasil. Fue secuestrado el 7 de diciembre de 1970 por guerrilleros de extrema izquierda de la Vanguarda Popular Revolucionária (VPR), una de las organizaciones que luchaban contra la dictadura militar en el país, en una acción dirigida por Carlos Lamarca y Gerson Theodoro de Oliveira. Bucher fue liberado el 16 de enero de 1971 a cambio de la liberación de setenta presos políticos. Posteriormente fue embajador de su país en Japón, entre 1971 y 1974, y Portugal, entre 1975 y 1978.

## Vida personal
Sus padres, Arturo y Lily Füglistaller, eran hosteleros.